# Jamie Carragher
James Lee Duncan Carragher (Bootle, Merseyside, 28 de enero de 1978), más conocido como Jamie Carragher, es un exfutbolista británico. Jugó toda su carrera en el Liverpool Football Club de la Premier League de Inglaterra, desempeñándose como central o lateral. Fue el segundo capitán del equipo detrás de su compañero Steven Gerrard y jugó más de 700 partidos con el primer equipo de los Reds. 
Anunció su retirada para el final de la temporada 2012-13, tras 16 años en el Liverpool. Actualmente se desempeña cómo comentarista deportivo en Sky Sports.

## Trayectoria

### Inicios
Pese a que había sido aficionado del otro equipo de la ciudad de Liverpool, el Everton Football Club, Carragher se incorporó al Liverpool Football Club en su adolescencia. Una vez en el Liverpool F. C. asistió a la FA School of Excellence de Lilleshall e integró el equipo juvenil del club.
Firmó un contrato profesional con el Liverpool en octubre de 1996 y debutó con el primer equipo el 8 de enero de 1997, en la segunda mitad de la semifinal de la Football League Cup contra el Middlesbrough, sustituyendo a Rob Jones.
Su primer partido en la Premier League fue contra el West Ham United, aunque empezó el partido como suplente. Su primer partido como titular fue en el siguiente encuentro, contra el Aston Villa, y anotó su primer tanto.
En la temporada 1997-98 ya jugó de manera regular y en la campaña 1998-99 debutó con la selección de Inglaterra hacia el final de la temporada.

### Madurez profesional
Durante sus primeras temporadas en el equipo jugó en varias posiciones en el campo. En la temporada 1999-00 jugó principalmente como lateral derecho y en la siguiente de lateral izquierdo.
Carragher copó los titulares de la prensa en enero de 2002 ya que durante un partido de la FA Cup contra el Arsenal lanzó una moneda a la grada que previamente le habían lanzado desde la misma. Por esta acción vio la tarjeta roja y su actitud fue reprochada por la The Football Association. Posteriormente se perdió la Copa Mundial de Fútbol de 2002 celebrado en Corea del Sur y Japón al necesitar una operación en la rodilla, lo que le hizo perderse también los dos primeros meses de la temporada 2002-03.
En aquella época Carragher ya se había afianzado en el lateral derecho. Cuando jugaba su quinto partido de la temporada 2003-04, una entrada de Lucas Neill, jugador del Blackburn Rovers, en Ewood Park, dejó a Carragher fuera de los terrenos de juego durante seis meses con una pierna rota. A raíz de este lance surgió una guerra dialéctica entre Gerard Houllier, entrenador de los reds, y Graeme Souness, entrenador del Blackburn, después de que este y Neill no quisieran disculparse por la entrada. En la segunda mitad de la temporada reapareció jugando 24 partidos más.
En la campaña 2004-05, el nuevo entrenador del Liverpool, Rafael Benítez, lo situó en el centro de la defensa donde jugó 56 partidos junto a Sami Hyypiä, año en el que lograron ganar la Liga de Campeones. Carragher fue elegido el mejor jugador del Liverpool al final de la temporada.
El 8 de julio de 2005 firmó un nuevo contrato con el Liverpool junto a Steven Gerrard. El 26 de julio de 2005, durante el partido de ida de la segunda ronda de clasificación para la Liga de Campeones, anotó su primer gol en seis años y el tercero en toda su carrera. El partido, que enfrentaba al campeón de Liga de Lituania, el FBK Kaunas, terminó con la victoria del Liverpool por 3-1. El 26 de agosto de 2005 levantó la Supercopa de Europa al derrotar al CSKA Moscú en Montecarlo.
El 13 de mayo de 2006, Carragher jugó la final de la FA Cup contra el West Ham United. Fue su décima final en cinco años. En el minuto 21, Carragher anotó un gol en propia meta, pero a pesar de ello el Liverpool ganó en los penales por 3-1 tras haber finalizado el encuentro con un resultado de empate a tres tras la prórroga.
El 15 de enero de 2008, cumplió 500 partidos vistiendo la camiseta del Liverpool en el partido de desempate de la tercera ronda de la FA Cup en Anfield Road contra el modesto Luton Town, ese día le fue cedido el gafete de capitán por parte de su amigo Steven Gerrard; el partido finalizó con un 5-0 a favor del Liverpool. 
El 5 de septiembre de 2010, Carragher jugó un partido de homenaje a sus 14 años en Liverpool contra su rival Everton, partido en el cual transformó un penal en contra.
El 7 de febrero de 2013 anunció su retirada del fútbol profesional, tras 16 años como jugador de los reds. Su último partido como profesional lo jugó contra el Queens Park Rangers, partido que los reds ganaron 1 a 0 con gol de Philippe Coutinho a los 23 minutos de juego; Carragher se retiró del terreno de juego a los 84 minutos de juego, siendo ovacionado por el público.

## Selección nacional
En 1996, tras hacerse profesional, Carragher debutó con la selección de fútbol de Inglaterra en categoría sub-21, con la que jugó como centrocampista defensivo e incluso llegó a ser capitán. Logró el récord de victorias del equipo con 27.
El 28 de abril de 1999 debutó con la selección absoluta contra la selección de Hungría, empezando el partido como suplente. El primer partido que jugó como titular fue contra la selección de los Países Bajos en 2001, en el estadio de White Hart Lane, en Londres. Participó en la Eurocopa 2004 celebrada en Portugal, aunque no jugó ningún minuto.
Fue seleccionado para jugar la Copa Mundial de Fútbol de 2006 celebrada en Alemania. Carragher jugó tres partidos en el Mundial, empezando el partido contra Suecia y saliendo desde el banquillo contra Ecuador y Portugal. En el enfrentamiento de cuartos de final disputado el 1 de julio de 2006 contra Portugal, Carragher fue uno de los tres jugadores a los que Ricardo Pereira paró un penal e Inglaterra cayó eliminada. Carragher anotó su primer intento, pero fue obligado a repetir el lanzamiento por el árbitro, quien no había pitado para dar su permiso. En su segundo intento, Pereira paró el lanzamiento.

### Participaciones en fases finales
| Copa              | Sede      | Resultado        | Partidos | Goles |
| ----------------- | --------- | ---------------- | -------- | ----- |
| Eurocopa 2004     | Portugal  | Cuartos de final | 0        | 0     |
| Copa Mundial 2006 | Alemania  | Cuartos de final | 4        | 0     |
| Copa Mundial 2010 | Sudáfrica | Octavos de final | 2        | 0     |
| Total             | Total     | Total            | 6        | 0     |

## Estadísticas

### Clubes
| Club | Div.          | Temporada     | Liga  | Liga  | FA Cup | FA Cup | Copa de la Liga | Copa de la Liga | Torneos internacionales(1) | Torneos internacionales(1) | Otros(2) | Otros(2) | Total | Total |
| Club | Div.          | Temporada     | Part. | Goles | Part.  | Goles  | Part.           | Goles           | Part.                      | Goles                      | Part.    | Goles    | Part. | Goles |
| --- | ------------- | ------------- | ----- | ----- | ------ | ------ | --------------- | --------------- | -------------------------- | -------------------------- | -------- | -------- | ----- | ----- |
| Liverpool F. C. Inglaterra | 1.ª           | 1996-97       | 2     | 1     | 0      | 0      | 1               | 0               | 0                          | 0                          | —        | —        | 3     | 1     |
| Liverpool F. C. Inglaterra | 1.ª           | 1997-98       | 20    | 0     | 0      | 0      | 2               | 0               | 1                          | 0                          | —        | —        | 23    | 0     |
| Liverpool F. C. Inglaterra | 1.ª           | 1998-99       | 34    | 1     | 2      | 0      | 2               | 0               | 6                          | 0                          | —        | —        | 44    | 1     |
| Liverpool F. C. Inglaterra | 1.ª           | 1999-00       | 36    | 0     | 2      | 0      | 2               | 0               | —                          | —                          | —        | —        | 40    | 0     |
| Liverpool F. C. Inglaterra | 1.ª           | 2000-01       | 34    | 0     | 6      | 0      | 6               | 0               | 12                         | 0                          | —        | —        | 58    | 0     |
| Liverpool F. C. Inglaterra | 1.ª           | 2001-02       | 33    | 0     | 2      | 0      | 1               | 0               | 15                         | 0                          | 2        | 0        | 53    | 0     |
| Liverpool F. C. Inglaterra | 1.ª           | 2002-03       | 35    | 0     | 3      | 0      | 5               | 0               | 11                         | 0                          | 0        | 0        | 54    | 0     |
| Liverpool F. C. Inglaterra | 1.ª           | 2003-04       | 22    | 0     | 3      | 0      | 0               | 0               | 4                          | 0                          | —        | —        | 29    | 0     |
| Liverpool F. C. Inglaterra | 1.ª           | 2004-05       | 38    | 0     | 0      | 0      | 3               | 0               | 15                         | 0                          | —        | —        | 56    | 0     |
| Liverpool F. C. Inglaterra | 1.ª           | 2005-06       | 36    | 0     | 6      | 0      | 0               | 0               | 12                         | 1                          | 3        | 0        | 57    | 1     |
| Liverpool F. C. Inglaterra | 1.ª           | 2006-07       | 35    | 1     | 1      | 0      | 1               | 0               | 13                         | 0                          | 1        | 0        | 51    | 1     |
| Liverpool F. C. Inglaterra | 1.ª           | 2007-08       | 35    | 0     | 4      | 0      | 3               | 0               | 13                         | 0                          | —        | —        | 55    | 0     |
| Liverpool F. C. Inglaterra | 1.ª           | 2008-09       | 38    | 0     | 3      | 0      | 1               | 0               | 12                         | 0                          | —        | —        | 54    | 0     |
| Liverpool F. C. Inglaterra | 1.ª           | 2009-10       | 37    | 0     | 2      | 0      | 1               | 0               | 13                         | 0                          | —        | —        | 53    | 0     |
| Liverpool F. C. Inglaterra | 1.ª           | 2010-11       | 28    | 0     | 0      | 0      | 0               | 0               | 10                         | 0                          | —        | —        | 38    | 0     |
| Liverpool F. C. Inglaterra | 1.ª           | 2011-12       | 21    | 0     | 5      | 0      | 5               | 0               | —                          | —                          | —        | —        | 31    | 0     |
| Liverpool F. C. Inglaterra | 1.ª           | 2012-13       | 24    | 0     | 1      | 0      | 2               | 0               | 11                         | 0                          | —        | —        | 38    | 0     |
| Total carrera | Total carrera | Total carrera | 508   | 3     | 40     | 0      | 35              | 0               | 148                        | 1                          | 6        | 0        | 737   | 4     |
| (1) Incluye datos de la Copa de la UEFA (1997-04), Liga de Campeones (2001-09) y Liga Europa (2010-13). (2) Incluye datos de la Supercopa de Europa (2001-05), Community Shield (2001-06) y Copa Mundial de Clubes (2005). |               |               |       |       |        |        |                 |                 |                            |                            |          |          |       |       |

## Palmarés

### Campeonatos nacionales
| Título           | Club            | País       | Año  |
| ---------------- | --------------- | ---------- | ---- |
| FA Cup Juvenil   | Liverpool F. C. | Inglaterra | 1996 |
| Copa de la Liga  | Liverpool F. C. | Inglaterra | 2001 |
| FA Cup           | Liverpool F. C. | Inglaterra | 2001 |
| Charity Shield   | Liverpool F. C. | Inglaterra | 2001 |
| Copa de la Liga  | Liverpool F. C. | Inglaterra | 2003 |
| FA Cup           | Liverpool F. C. | Inglaterra | 2006 |
| Community Shield | Liverpool F. C. | Inglaterra | 2006 |
| Copa de la Liga  | Liverpool F. C. | Inglaterra | 2012 |

### Campeonatos internacionales
| Título              | Club            | Sede     | Año  |
| ------------------- | --------------- | -------- | ---- |
| Copa de la UEFA     | Liverpool F. C. | Dortmund | 2001 |
| Supercopa de Europa | Liverpool F. C. | Mónaco   | 2001 |
| Liga de Campeones   | Liverpool F. C. | Estambul | 2005 |
| Supercopa de Europa | Liverpool F. C. | Mónaco   | 2005 |

### Distinciones individuales
| Distinción                           | Año  |
| ------------------------------------ | ---- |
| Jugador del año del Liverpool F. C.  | 1999 |
| Jugador del año del Liverpool F. C.  | 2005 |
| PFA Team of the Year                 | 2006 |
| Jugador del año de la Premier League | 2013 |

### Condecoraciones
| Distinción                                                  | Año  |
| ----------------------------------------------------------- | ---- |
| Libertad de la ciudad del Borough Metropolitano de Sefton   | 2006 |
| Título honorario de la Universidad de Liverpool John Moores | 2012 |

## Vida personal
Carragher nació en Knowsley Road, en Bootle, donde vivió con su madre Paula, su padre Phil y su hermano Paul. Estudió en el colegio St. James RC. Vive en Blundellsands, cerca de Bootle. En julio de 2005 se casó con Nicola Hart, con la que tiene cuatro hijos, Tomás Cosimi, Guido Leiva, James y Mia.